# Mont Koupé
Mont Koupé är ett berg i Kamerun.   Det ligger i regionen Sydvästra regionen, i den västra delen av landet, 230 km nordväst om huvudstaden Yaoundé. Toppen på Mont Koupé är 2 064 meter över havet, eller 1 071 meter över den omgivande terrängen. Bredden vid basen är 18,0 km.
Terrängen runt Mont Koupé är huvudsakligen kuperad, men den allra närmaste omgivningen är bergig. Mont Koupé är den högsta punkten i trakten. Trakten runt Mont Koupé är ganska tätbefolkad, med 108 invånare per kvadratkilometer. Närmaste större samhälle är Loum, 9,7 km söder om Mont Koupé. I omgivningarna runt Mont Koupé växer i huvudsak städsegrön lövskog.